# Liste der Monuments historiques in Bernos-Beaulac
Die Liste der Monuments historiques in Bernos-Beaulac führt die Monuments historiques in der französischen Gemeinde Bernos-Beaulac auf.

## Liste der Bauwerke
| Bezeichnung       | Beschreibung              | Standort | Kennzeichnung | Schutzstatus | Datum | Bild           |
| ----------------- | ------------------------- | -------- | ------------- | ------------ | ----- | -------------- |
| Kirche Notre-Dame | Erbaut im 16. Jahrhundert | (Lage)   | PA00083142    | Inscrit      | 1925  | weitere Bilder |

## Liste der Objekte
| Bezeichnung                                  | Beschreibung            | Standort                        | Kennzeichnung | Schutzstatus | Datum | Bild |
| -------------------------------------------- | ----------------------- | ------------------------------- | ------------- | ------------ | ----- | ---- |
| Retabel mit Tabernakel des Erzengels Michael | Holz, 18. Jahrhundert   | in der Kirche Notre-Dame (Lage) | PM33000084    | Classé       | 1971  |      |
| Marienretabel                                | Holz, 18. Jahrhundert   | in der Kirche Notre-Dame (Lage) | PM33000085    | Classé       | 1971  |      |
| Zwei Opferteller                             | Kupfer, 18. Jahrhundert | in der Kirche Notre-Dame (Lage) | PM33000086    | Classé       | 1971  |      |